# Neveneffecten (cabaret)
Neveneffecten is een Vlaams cabaretviertal bestaande uit Jonas Geirnaert, Lieven Scheire, Koen De Poorter en Jelle De Beule. Geirnaert en Scheire zijn dubbele neven, vandaar de naam Neveneffecten. Sinds 2011 is er een hiaat in hun project. In 2021 zou de groep een comeback maken, wat door de vier ontkend werd en dus niet doorging.

## Ontstaan
Scheire en Geirnaert maakten hun tv-debuut in 2002 in de rubriek Zonder handen van het televisieprogramma Man bijt hond, waarin ze een teddybeer in elkaar sloegen op muziek van Rage Against the Machine. Daarop werden ze benaderd door De Poorter, die met hen in zee wilde gaan. Al snel belandde het trio op de planken met de voorstelling Rechtstreeks en Integraal, die later Coherentie voor Beginners werd en uiteindelijk evolueerde tot de succesvolle show Zinloos Geweldig. In 2003 begaven ze zich naar het Groninger Studenten Cabaret Festival en keerden ze terug met de overwinning. De Beule, die rond die tijd hun technicus was, werd gevraagd om hen te komen versterken. Sindsdien zijn ze met z'n vieren.

## Cabaret
Tot dusver heeft Neveneffecten vier cabaretvoorstellingen gemaakt:
- Rechtstreeks en Integraal, 15 minuten (2002);
- Coherentie voor Beginners, 30 minuten (2003);
- Zinloos Geweldig, 90 minuten (2004) (hervat in 2007). In maart 2008 werd deze uitgezonden op Canvas en sedert april 2008 is deze te koop op dvd;
- Te lui en niet bekend genoeg met het improcomedygezelschap de Lunatics (2009).

## Televisie
In 2005 werd het kwartet van Neveneffecten samen actief bij het televisieproductiehuis Woestijnvis, dat programma's voor de VRT maakt en sinds 2012 ook voor de commerciële tv-zender VIER. Geirnaert, De Poorter en De Beule zijn tegenwoordig nog steeds verbonden aan het productiehuis. Scheire stapte er in 2014 op en werkte nadien drie jaar lang exclusief voor de VRT, om vanaf 2017 freelancer te worden die tevens programma's voor VTM maakt.
Onderstaande lijst biedt een chronologisch overzicht van televisieprojecten waar minstens twee leden van het viertal nauw bij betrokken waren:
- Het Geslacht De Pauw II (2005)

Een fictieve realityshow rond Bart De Pauw, uitgezonden op Eén. Het viertal schreef mee aan de scripts van het tweede seizoen. Ze vertolken ook elk een gastpersonage.
- Neveneffecten (2005-2008)

Een humoristische reeks van acht fictieve, absurde documentaires, uitgezonden op Canvas. Het viertal vertolkte hierin de hoofdrollen en bedacht ook de scenario's. Seizoen 1 bestond uit acht afleveringen en werd in 2005 uitgezonden. Seizoen 2 bestond uit vijf afleveringen en werd in 2008 uitgezonden.
- De laatste show (2006)

Het viertal schreef een volledig fictieve aflevering van de toenmalige vaste talkshow De laatste show op Eén. Deze werd uitgezonden op 20 maart 2006 en begon als een normale aflevering, maar werd met de minuut meer absurd.
- Willy's en Marjetten (2006)

Een humoristische, absurde serie van elf afleveringen rond een vrije televisiezender, oorspronkelijk uitgezonden op Eén. Het viertal vertolkte hierin samen met Bart De Pauw en Liesa Naert de hoofdrollen en bedacht mee de scenario's.
- Dokters en dochters (2008-2009)

Een parodie op soapseries die een jaar lang de vaste eindrubriek was van het humaninterestprogramma Man bijt hond op Eén. Het viertal schreef en regisseerde de afleveringen en liet amateurtheaters de rollen invullen.
- Goed gevonden (2009)

Een vaste rubriek van Lieven Scheire en Jelle De Beule in de talkshow De laatste show op Eén, waarin ze telkens een complottheorie uit de doeken deden.
- Kabouter Wesley (2009-2010)

Een krantenstripreeks van de hand van Jonas Geirnaert die gepubliceerd werd in het weekblad Humo. Een reeks tekenfilmpjes gebaseerd op de strips was jaar lang een vaste rubriek in het humaninterestprogramma Man bijt hond op Eén. Naast Geirnaert zelf was ook Jelle De Beule hierbij betrokken als stemacteur.
- Basta (2011)

Eén-reeks van zes afleveringen waarin actuele wantoestanden werden aangeklaagd en de veroorzakers een koekje van eigen deeg kregen. Het viertal bedacht en presenteerde het programma en voerde de nodige onderzoeksjournalistiek uit. Dit is tot heden, 2023, het laatste project van Neveneffecten als kwartet.
- Gek of geniaal? (2011-2012)

Een vaste rubriek van Jonas Geirnaert en Jelle De Beule in het humaninterestprogramma Man bijt hond op Eén, waarin het tweetal experimenteerde met alternatieve huis-, tuin- en keukenmiddeltjes.
- Scheire en de schepping (2012-2014, 2021[3])

Een spelprogramma rond wetenschap, gepresenteerd door Lieven Scheire. Het liep één jaargang op Eén en vervolgens twee jaargangen op VIER. Jonas Geirnaert, Jelle De Beule en Koen De Poorter doken in enkele afleveringen op als panelgast.
- De Kruitfabriek (2012-2013)

Actualiteitsprogramma op VIER waarin Lieven Scheire een van de vaste co-presentatoren was. Jelle De Beule had een wekelijkse rubriek en presenteerde zelf onder de titel De Fruitfabriek twee alternatieve uitzendingen op Kerst- en Nieuwjaarsdag.
- De Ideale Wereld (2013-2019)

Satirisch actualiteitsprogramma op Canvas (tot 2016 op VIER) waarin Jelle De Beule en Jonas Geirnaert optraden als co-presentatoren en sketchacteurs (De Beule van 2013 tot 2018; Geirnaert van 2013 tot 2014 en van 2017 tot 2018). Van 2014 tot 2018 was ook Koen De Poorter bij het programma actief als redactielid en sketchacteur.
- Kan iedereen nog volgen? (2018-2019)

Een spelprogramma op VTM waarin Lieven Scheire samen met vier panelgasten vooruitblikte op de toekomst. Jonas Geirnaert en Jelle De Beule doken in enkele afleveringen op als panelgast.
- De Anderhalve Meter Show (2020)

Sketchprogramma op VIER geschreven door Koen De Poorter, Jelle De Beule en Rik Verheye. De Poorter en De Beule maakten ook deel uit van de cast.

## Trivia
Op maandag 3 maart 2008 verzorgde Neveneffecten het backstageverslag op Humo's Pop Poll de Luxe.